# Michael Andretti
Michael Andretti, född 5 oktober 1962 i Bethlehem i Pennsylvania, är en amerikansk racerförare. Han är son till racerföraren Mario Andretti, far till Marco Andretti och kusin till John Andretti.
Andretti vann CART 1991.  Han körde i formel 1 säsongen 1993 och lyckades då som bäst komma trea i Italien.
Andretti driver numera ett eget stall i IndyCar Series, Andretti Autosport.

## Källor

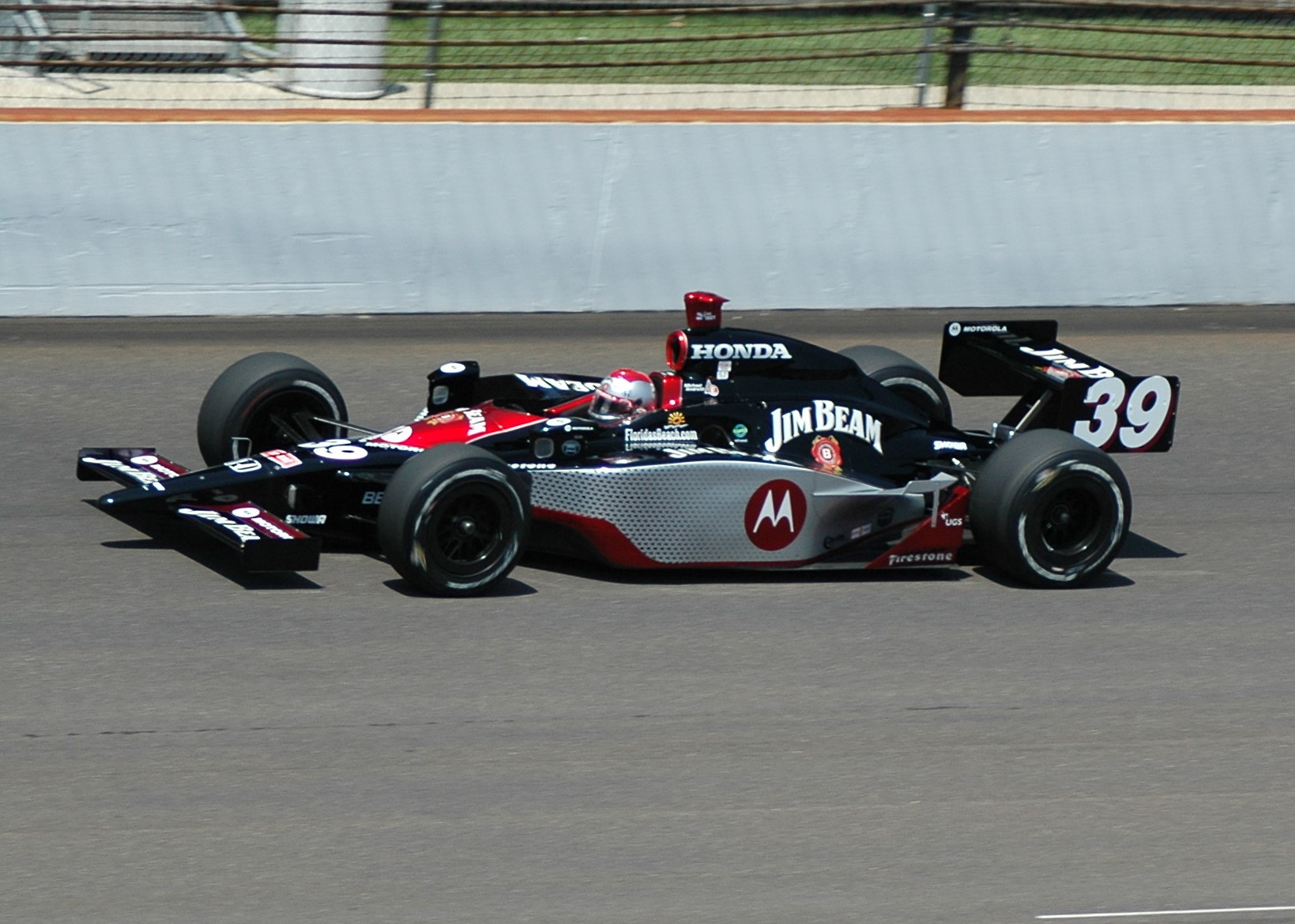
Michael Andretti under träning inför Indianapolis 500 2007.

## F1-karriär
| Säsong | Stall/Tillverkare | Poäng | Placering |
| ------ | ----------------- | ----- | --------- |
| 1993   | McLaren-Ford      | 7     | 11        |

## Champ Car
| Nr | Bana             | År   |
| -- | ---------------- | ---- |
| 1  | Long Beach       | 1986 |
| 2  | Milwaukee        | 1986 |
| 3  | Phoenix          | 1986 |
| 4  | Milwaukee        | 1987 |
| 5  | Michigan         | 1987 |
| 6  | Nazareth         | 1987 |
| 7  | Miami            | 1987 |
| 8  | Toronto          | 1989 |
| 9  | Michigan         | 1989 |
| 10 | Detroit          | 1990 |
| 11 | Portland         | 1990 |
| 12 | Meadowlands      | 1990 |
| 13 | Mid-Ohio         | 1990 |
| 14 | Road America     | 1990 |
| 15 | Milwaukee        | 1991 |
| 16 | Portland         | 1991 |
| 17 | Cleveland        | 1991 |
| 18 | Toronto          | 1991 |
| 19 | Vancouver        | 1991 |
| 20 | Mid-Ohio         | 1991 |
| 21 | Road America     | 1991 |
| 22 | Laguna Seca      | 1991 |
| 23 | Portland         | 1992 |
| 24 | Milwaukee        | 1992 |
| 25 | Toronto          | 1992 |
| 26 | Vancouver        | 1992 |
| 27 | Laguna Seca      | 1992 |
| 28 | Surfers Paradise | 1994 |
| 29 | Toronto          | 1994 |
| 30 | Toronto          | 1995 |
| 31 | Nazareth         | 1996 |
| 32 | Milwaukee        | 1996 |
| 33 | Detroit          | 1996 |
| 34 | Road America     | 1996 |
| 35 | Vancouver        | 1996 |
| 36 | Homestead        | 1997 |
| 37 | Homestead        | 1998 |
| 38 | Gateway          | 1999 |
| 39 | Motegi           | 2000 |
| 40 | Toronto          | 2000 |
| 41 | Toronto          | 2001 |
| 42 | Long Beach       | 2002 |

| Nr | Bana             | År   |
| -- | ---------------- | ---- |
| 1  | Road America     | 1985 |
| 2  | Portland         | 1986 |
| 3  | Cleveland        | 1986 |
| 4  | Michigan         | 1986 |
| 5  | Portland         | 1987 |
| 6  | Nazareth         | 1988 |
| 7  | Laguna Seca      | 1988 |
| 8  | Long Beach       | 1989 |
| 9  | Milwaukee        | 1989 |
| 10 | Toronto          | 1990 |
| 11 | Indianapolis 500 | 1991 |
| 12 | New Hampshire    | 1992 |
| 13 | Cleveland        | 1992 |
| 14 | Nazareth         | 1992 |
| 15 | Phoenix          | 1995 |
| 16 | New Hampshire    | 1995 |
| 17 | Nazareth         | 1998 |
| 18 | Milwaukee        | 1998 |
| 19 | Detroit          | 1998 |
| 20 | Gateway          | 1998 |
| 21 | Cleveland        | 1998 |
| 22 | Toronto          | 1998 |
| 23 | Vancouver        | 1998 |
| 24 | Homestead        | 1999 |
| 25 | Road America     | 1999 |
| 26 | Milwaukee        | 2000 |
| 27 | Michigan         | 2000 |
| 28 | Chicago          | 2000 |
| 29 | Milwaukee        | 2001 |
| 30 | Road America     | 2001 |
| 31 | Surfers Paradise | 2001 |
| 32 | Cleveland        | 2002 |
| 33 | Fontana          | 2002 |

| Nr | Bana             | År   |
| -- | ---------------- | ---- |
| 1  | Phoenix          | 1984 |
| 2  | Cleveland        | 1984 |
| 3  | Sanair           | 1984 |
| 4  | Phoenix          | 1984 |
| 5  | Laguna Seca      | 1984 |
| 6  | Laguna Seca      | 1986 |
| 7  | Phoenix          | 1988 |
| 8  | Toronto          | 1988 |
| 9  | Michigan         | 1988 |
| 10 | Pocono           | 1989 |
| 11 | Mid-Ohio         | 1989 |
| 12 | Laguna Seca      | 1990 |
| 13 | Denver           | 1991 |
| 14 | Nazareth         | 1991 |
| 15 | Vancouver        | 1994 |
| 16 | Milwaukee        | 1995 |
| 17 | Mid-Ohio         | 1996 |
| 18 | Surfers Paradise | 1997 |
| 19 | Cleveland        | 1999 |
| 20 | Houston          | 1999 |
| 21 | Vancouver        | 2001 |
| 22 | Mid-Ohio         | 2002 |

### Pole position
| Nr | Bana             | År   |
| -- | ---------------- | ---- |
| 1  | Milwaukee        | 1986 |
| 2  | Meadowlands      | 1986 |
| 3  | Pocono           | 1986 |
| 4  | Michigan         | 1987 |
| 5  | Nazareth         | 1987 |
| 6  | Milwaukee        | 1988 |
| 7  | Detroit          | 1989 |
| 8  | Cleveland        | 1989 |
| 9  | Detroit          | 1990 |
| 10 | Meadowlands      | 1990 |
| 11 | Vancouver        | 1990 |
| 12 | Mid-Ohio         | 1990 |
| 13 | Surfers Paradise | 1991 |
| 14 | Long Beach       | 1991 |
| 15 | Detroit          | 1991 |
| 16 | Toronto          | 1991 |
| 17 | Denver           | 1991 |
| 18 | Vancouver        | 1991 |
| 19 | Mid-Ohio         | 1991 |
| 20 | Laguna Seca      | 1991 |
| 21 | Phoenix          | 1992 |
| 22 | Long Beach       | 1992 |
| 23 | Detroit          | 1992 |
| 24 | Vancouver        | 1992 |
| 25 | Mid-Ohio         | 1992 |
| 26 | Nazareth         | 1992 |
| 27 | Laguna Seca      | 1992 |
| 28 | Miami            | 1995 |
| 29 | Surfers Paradise | 1995 |
| 30 | Long Beach       | 1995 |
| 31 | Road America     | 1998 |
| 32 | Road America     | 1999 |